# 佐世保市立柚木中学校
佐世保市立柚木中学校（させぼしりつ ゆのきちゅうがっこう）は、長崎県佐世保市柚木町にある公立中学校。

## 概要
歴史
学制改革の行われた1947年（昭和22年）に新制中学校として創立。現校名となったのは1954年（昭和29年）。2017年（平成29年）に創立70周年を迎える。
校区
住所表記で佐世保市の後に「柚木元町、筒井町、潜木町、上柚木町、小舟町、高花町、戸ヶ倉町、里美町、川谷町、下宇戸町、柚木町」が続く地域。小学校区は佐世保市立柚木小学校。
校章
桜の花弁2組と学問を表すペン先を組み合わせたものを背景にして、中央に「中」の文字を置いている。
校歌
作詞は近藤益雄、作曲は伊藤英一による。歌詞は3番まであり、各番に校名の「柚木中学」が登場する。

## 沿革
- 1947年（昭和22年）
  - 4月1日 - 学制改革（六・三制の実施）が行われる。
    - 旧・柚木国民学校の初等科が改組され柚木村立柚木小学校となる。
    - 旧・柚木国民学校の高等科が青年学校の普通科と統合され、新制中学校「柚木村立柚木中学校」（現校名）となる。当初、大野小学校に併設される。
- 1954年（昭和29年）4月1日 - 柚木村が佐世保市に編入されたことにより「佐世保市立柚木中学校」（現校名）に改称。
- 2006年（平成18年）4月1日 - 2学期制を導入。
- 2010年（平成22年）9月 - 完全給食を開始[2]。

## 交通アクセス
最寄りのバス停
- 西肥バス「七曲」バス停

最寄りの幹線道路
- 国道498号

## 周辺
- 佐世保市立柚木小学校
- 佐世保市柚木地区公民館
- 大念寺
- 柚木幼稚園
- 柚木保育所
- 柚木郵便局

## 参考資料
- 「佐世保市史 教育篇」（1982年（昭和57年）5月20日発行, 佐世保市 市史編さん室）